# Rdeča sneženka
Rdeča sneženka (znanstveno ime Cantharis livida) je vrsta hroščev iz družine sneženk, ki je pogosta tudi v Sloveniji.

## Opis
Odrasla rdeča sneženka doseže v dolžino med 10 in 15 mm. Telo je podolgovato in rahlo sploščeno in ima šibek zunanji oklep. Barva se med podvrstami spreminja, elitre pa so običajno rumenkasto ali rdečkasto rjave barve, pri podvrsti rufipes pa črne ali temno rjave. Glava, oprsje in zadek so kričeče rdeče ali oranžne barve. Tipalnice so rdečkaste s temnimi konicami. Noge so rdečkaste z rjavkastimi konicami. Odrasli hrošči se pojavljajo od maja do julija in so plenilci. Tudi ličinke so plenilci in napadajo majne žuželke, polže ter deževnike.

## Razširjenost
Vrsta je razširjena po večini Evrope, vzhodni palearktiki in v Severni Afriki, kjer se zadržuje v grmovjih, gozdovih in na travnikih.

## Podvrste
- Cantharis livida var. adusta Reitter
- Cantharis livida var. inscapularis Pic, 1909
- Cantharis livida var. luteiceps Schilsky
- Cantharis livida var. melaspis Chevrolat
- Cantharis livida var. menetriesi Faldermann, 1838
- Cantharis livida var. nigripes Schilsky, 1889
- Cantharis livida var. rufipes Herbst, 1784
- Cantharis livida var. scapularis Redtenbacher 1858
- Cantharis livida var. sicula Bourgeois, 1893
- Cantharis livida var. varendorffi Reitter, 1904